# 合苞菊属
含苞草属（学名：Symphyllocarpus）是菊科下的一个属，为一年生矮小草本植物。该属仅有含苞草（Symphyllocarpus exilis）一种，分布于亚洲东部。